# Stema municipiului Alba Iulia

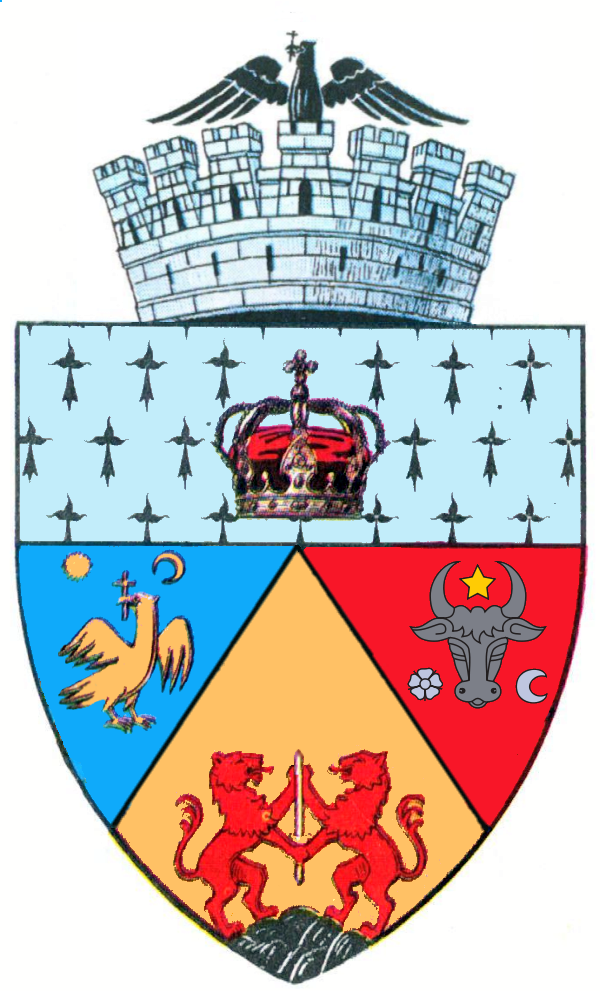
Stema municipiului Alba Iulia

Stema municipiului Alba Iulia se compune dintr-un scut rotunjit cu marginile triunghiulare, scut tăiat în bandă și în bară, cu trei cartiere.
În primul cartier, de azur, se află pasărea cruciată a Țării Românești, de aur, însoțită de soare în dreapta și de lună în stânga, tot de aur. În cartierul doi, în câmp roșu, este reprezentat capul de bour al Moldovei, de argint, însoțit în dreapta de o rază luminoasă și în stânga de semilună crai nou, tot de argint. Între coarnele bourului se află o stea de argint cu cinci raze. În vârful scutului, în câmp de aur, pe o terasă neagră din șapte dealuri, se află doi lei rampanți, afrontați, de culoare roșie, ținând între labe o spadă neagră. În șef, în câmp de hermină, se regăsește coroana de oțel a României, în culoare naturală. Scutul este surmontat de o acvilă cruciată ieșind.
Semnificația elementelor: 
- Coroana din șef, plasată pe hermină, este coroana României. Ea amintește atât de independența României, obținută în anul 1877, cât și de înfăptuirea Marii Uniri în anul 1918.
- Acvila cruciată, capul de bour și leii rampanți sunt simbolurile tradiționale pentru provinciile României, a căror unitate s-a desăvârșit în anul 1918.
- Acvila cruciată aflată pe coroana murală semnifică rangul de capitală a Principatelor Unite în timpul lui Mihai Viteazul și este semnul distinctiv adoptat pentru toate localitățile, foste capitale ale românilor, în decursul istoriei.
- Coroana murală cu șapte turnuri crenelate semnifică faptul că localitatea are rangul de municipiu reședință de județ.